# 101e corps d'armée
Le 101e corps d'armée (en allemand : CI. Armeekorps) était un corps d'armée de l'armée de terre allemande, la Heer, au sein de la Wehrmacht pendant la Seconde Guerre mondiale.

## Hiérarchie des unités
| Nom          | Nbre d'hommes       | Unités subalternes                | Grade de commandement                 |
| ------------ | ------------------- | --------------------------------- | ------------------------------------- |
| Heeresgruppe | + 300 000           | 2 à + Armeen (Armées)             | Generaloberst ou Generalfeldmarschall |
| Armee        | + 100 000 - 300 000 | 2 à + Armeekorps (Corps d'armées) | General ou Generaloberst              |
| Armeekorps   | + 30 000 - 80 000   | 2 à + Divisionen (Division)       | Generalleutnant ou General            |
| Division     | + 10 000 – 20 000   | 2 à 6 Brigaden (Brigade)          | Generalmajor ou Generalleutnant       |
| Brigade      | + 3 000 – 5 000     | jusqu'à 3 Regimentern (Régiment)  | Oberst ou Generalmajor                |

## Historique
Le commandement du CI. Armeekorps a été créé le 9 février 1945 à partir du Korpsstab Berlin.

## Commandants successifs
| Date                           | Grade                  | Commandant     |
| ------------------------------ | ---------------------- | -------------- |
| 9 février 1945 - 18 avril 1945 | General der Artillerie | Wilhelm Berlin |
| 18 avril 1945 - 8 mai 1945     | Generalleutnant        | Friedrich Sixt |

## Théâtres d'opérations
- Berlin : Février 1945 - Mai 1945

## Ordre de batailles

### Rattachement d'Armées
| Date    | Armée    | Groupe d'Armées       |
| ------- | -------- | --------------------- |
| 1945    |          |                       |
| Février | 9. Armee | Heeresgruppe Weichsel |

### Unités subordonnées

#### Unités rattachés
9 février 1945
- Kampfgruppe 25. Panzer-Grenadier-Division
- Infanterie-Division Döberitz
- Divisionsstab z.b.V. 606

1er mars 1945
- Infanterie-Division Berlin
- Infanterie-Division Döberitz
- Divisionsstab z.b.V. 606

## Sources
- CI. Armeekorps sur Lexikon-der-wehrmacht.de